# Grijsbuikberghoningkruiper
De grijsbuikberghoningkruiper (Diglossa carbonaria) is een zangvogel uit de familie Thraupidae (tangaren).

## Verspreiding en leefgebied
Deze soort komt voor in de Andes van westelijk Bolivia (van La Paz tot Chuquisaca) en aangrenzend noordwestelijk Argentinië.